# Нарин (Джидинський район)
Нарин (рос. Нарын) — село Джидинського району, Бурятії Росії. Входить до складу Сільського поселення Наринське.
Населення —  376 осіб (2015 рік). 